# Diamond, Illinois
Diamond là một thị trấn ở các quận Grundy và Will, Illinois, Hoa Kỳ. Dân số là 1.393 vào điều tra dân số năm 2000. Terry Kernc là thị trưởng hiện tại của Diamond.
Theo điều tra dân số Hoa Kỳ Văn phòng, làng có tổng diện tích là 1,6 dặm vuông (4,1 km ²), tất cả đều là đất.
Theo điều tra dân số 2 năm 2000, khu vực này đã có dân số 1.393 người, 551 hộ gia đình, và 406 gia đình sống trong làng. Mật độ dân số là 880,3 người trên một dặm vuông (340.4/km ²). Có 597 đơn vị nhà ở mật độ trung bình của 377.3/sq mi (145.9/km ²). Cơ cấu chủng tộc dân cư bao gồm 97,13% người da trắng, 0,65% người Mỹ bản xứ, 0,07% ở châu Á, 0,86% từ các chủng tộc khác, và 1,29% từ hai hoặc nhiều chủng tộc. Hispanic hay Latino thuộc một chủng tộc nào được 3,52% dân số.
Có 551 hộ, trong đó 36,1% có trẻ em dưới 18 tuổi sống chung với họ, 53,5% là đôi vợ chồng sống với nhau, 14,7% có nữ hộ và không có chồng, và 26,3% gia đình được không. 21,4% của tất cả các hộ gia đình đã được tạo ra từ các cá nhân và 5,6% có người sống một mình 65 tuổi hoặc lớn tuổi hơn là người. Cỡ hộ trung bình là 2,53 và cỡ gia đình trung bình là 2,95.
Trong thị trấn này cơ cấu độ tuổi với 27,1% ở độ tuổi dưới 18, 9,0% 18-24, 30,9% 25-44, 23,0% từ 45 đến 64, và 9,9% từ 65 tuổi trở lên người. Độ tuổi trung bình là 35 năm. Đối với mỗi 100 nữ có 94,6 nam giới. Đối với mỗi 100 nữ 18 tuổi trở lên, có 93,7 nam giới.
Thu nhập trung bình cho một hộ gia đình trong làng đạt 43.750 đô la Mỹ, và thu nhập trung bình cho một gia đình là 49.688 USD. Phái nam có thu nhập trung bình $ 46.136 so với 24.813 USD của phái nữ. Thu nhập bình quân đầu người đạt 20.223 USD. Khoảng 5,6% của các gia đình và 8,6% dân số sống dưới mức nghèo khổ, bao gồm 13,2% của những người dưới 18 tuổi và 9,5% của những người 65 tuổi hoặc hơn. 